# ماکامیک، کبک
ماکامیک (به فرانسوی: Macamic) شهرکی در منطقه شهری آبیتیبی-وست ناحیه آبیتیبی-تمیسکامنگ در استان کبک کانادا است. در سرشماری سال ۲۰۱۱ این شهرک ۲٬۸۴۸ نفر جمعیت داشته‌است و مساحت آن ۱۹۱٫۹۵ کیلومتر مربع است.